# 席勒公園 (伊利諾伊州)
席勒公園（英語：Schiller Park）是位於美國伊利諾伊州庫克縣的一個村落。

## 地理
席勒公園的座標為41°57′22″N 87°52′14″W / 41.95611°N 87.87056°W，而該地最高點為海拔高度195米（即640英尺）。

## 人口
根據2010年美國人口普查的數據，席勒公園的面積為7.17平方千米，當中陸地面積為7.17平方千米，而水域面積為0.00平方千米。當地共有人口11793人，而人口密度為每平方千米1,644人。